# Hasloh
Hasloh é um município da Alemanha, localizado no distrito de Pinneberg, estado de Schleswig-Holstein.